# Культураль Леонеса
«Культураль і Депортіва Леонеса» (ісп. Cultural y Deportiva Leonesa, SAD) — іспанський футбольний клуб з Леона, заснований у 1923 році. Виступає в Сегунді. Домашні матчі приймає на стадіоні «Естадіо Рейно де Леон», місткістю 13 346 глядачів.

## Досягнення
- Сегунда
  - Переможець: 1954/55
- Сегунда Б
  - Переможець: 1929, 1998/99